# Палеополис (Андрос)
Палеополис (греч. Παλαιόπολη, до 2001 года — Παλαιόπολις — «Древний город») — приморская деревня в Греции. Расположена на высоте 126 м над уровнем моря, на западном побережье острова Андрос в архипелаге Киклады, в Эгейском море, в 16 км к юго-востоку от Гавриона, к юго-востоку от деревни Бацион и в 16 км к западу от административного центра острова, города Андрос . Административно относится к общине Андрос в периферийной единице Андрос в периферии Южные Эгейские острова. Население 128 человек по переписи 2011 года.
Связана с деревней Гаврион и городом Андрос единственной дорогой на острове.

## История
Близ деревни находятся руины древнего города Андрос. Найдена статуя Гермеса Хтония, копия работы школы Праксителя типа Гермеса с младенцем Дионисом, датируемая римским периодом (10-е годы). Находка выставлена в Археологическом музее Андроса.
В 1981 году при поддержке Фонда Василиса и Элизы Гуландрис в Палеополисе построено здание Археологического музея Палеополиса (Αρχαιολογικό Μουσείο Παλαιόπολης Άνδρος). Коллекция музея включает скульптуры, рельефы и надписи от классической до римской эпохи, найденные в Палеополисе. Среди них — статуя льва в натуральную величину, найденная в гробнице некрополя древнего Андроса и датируемая примерно 320 годом до н. э., статуя Артемиды эллинистического периода, датируемая III веком до н. э.
- Статуи, найденные в Палеополисе
- Статуя Гермеса Хтония. 10-е годы. Археологический музей Андроса[англ.]
- Статуя льва. Ок. 320 год до н. э. Археологический музей Палеополиса[исп.]
- Статуя Артемиды. III век до н. э. Археологический музей Андроса[англ.]

## Сообщество Палеополис
Сообщество Палеополис (Κοινότητα Παλαιοπόλεως) создано в 1923 году (ΦΕΚ 251Α). В сообщество входит три населённых пункта. Население 159 человек по переписи 2011 года. Площадь 9,297 квадратных километров.
| Населённый пункт | Население (2011), человек |
| ---------------- | ------------------------- |
| Айия-Элеуса      | 21                        |
| Колимбос         | 10                        |
| Палеополис       | 128                       |

## Население
| Год  | Население, человек |
| ---- | ------------------ |
| 1991 | 137                |
| 2001 | 136                |
| 2011 | ↘ 128              |